# Агинтовский сельсовет
Агинтовский сельсовет — упразднённая административно-территориальная единица, существовавшая на территории Московской губернии и Московской области до 1939 года.
Агинтовский сельсовет был образован в первые годы советской власти. По данным 1922 года он входил в состав Константиновской волости Сергиевского уезда Московской губернии.
По данным 1926 года в состав сельсовета входили 6 населённых пунктов — Агинтово, Борисцево, Ворсково, Минино, Осипово и Парфёнково.
В 1929 году Агинтовский с/с был отнесён к Константиновскому району Кимрского округа Московской области.
17 июля 1939 года Агинтовский с/с был упразднён. При этом все его населённые пункты (Агинтово, Борисцево, Ворсково, Минино, Осипово и Парфёнково) были переданы в Сковородинский с/с.